# ボッレッロ
ボッレッロ（イタリア語: Borrello）は、イタリア共和国アブルッツォ州キエーティ県にある、人口約300人の基礎自治体（コムーネ）。

## 地理

### 位置・広がり

#### 隣接コムーネ
隣接するコムーネは以下の通り。括弧内のISはイゼルニア県所属を示す。
- チヴィタルパレッラ
- ファッロ
- ペスコペンナターロ (IS)
- クアドリ
- ロゼッロ
- サンタンジェロ・デル・ペスコ (IS)
- ヴィッラ・サンタ・マリーア